# Gare de Pierrelaye
Gare de Pierrelaye vasútállomás és RER állomás Franciaországban, Pierrelaye településen.

## Vasútvonalak
Az állomást az alábbi vasútvonalak érintik:
- Saint-Denis–Dieppe-vasútvonal
- Pierrelaye-Creil-vasútvonal

## Kapcsolódó állomások
A vasútállomáshoz az alábbi állomások vannak a legközelebb:
- Gare de Saint-Ouen-l'Aumône-Liesse (Gare de Pontoise, RER C, Transilien H)
- Gare de Montigny - Beauchamp (Gare de Massy - Palaiseau, RER C)
- Gare de Montigny - Beauchamp (Paris Gare du Nord, Transilien H)

## Lásd még
- Franciaország vasútállomásainak listája
- A RER állomásainak listája